# Vườn quốc gia West Cape Howe
Vườn quốc gia West Cape Howe là một công viên quốc gia ở Tây Úc (Australia), cách Perth 390 km về phía Đông Nam. Công viên được tìm thấy giữa Albany và Đan Mạch trong Thành phố Albany và khu vực Great Southern.
Torbay Head, điểm phía nam nhất của lục địa Tây Úc, nằm trong vườn quốc gia này. Vườn quốc gia được nối với bờ biển Nam Đại Dương và chiếm khoảng 23 km (14 dặm) đường bờ biển giữa Bãi biển Lowlands và Forsythe Bluff.

## Lịch sử
Công viên bắt đầu được chuyển giao cho Shire of Albany vào năm 1977 với mục đích vui chơi giải trí. Đến năm 1985, khu vực này được công bố là Khu bảo tồn hạng C sau khi được sự đồng ý giữa vùng Shire và được giao cho các Vườn Quốc gia và Cơ quan Bảo tồn Thiên nhiên. Sau khi bổ sung thêm 41 ha (100 mẫu Anh) là khu bảo tồn gỗ dọc theo ranh giới phía bắc, công viên này đã được xếp hạng A vào năm 1987. Công viên này hiện nay là một khu bảo tồn (26177) và được tạo thành từ một khu vực 3.517 ha 3.517 ha (8.690 mẫu Anh). loài nhệnder]], quý hiếm và cổ xưa, hiện đang bị đe doạ, đã được tìm thấy sống trong công viên trong cuộc điều tra được tiến hành vào năm 2008.
Vườn quốc gia West Cape Howe là một vườn quốc gia ở Tây Úc, Úc.